# ジョン・クロムウェル (俳優)
ジョン・クロムウェル（John Cromwell、1887年12月23日 - 1979年9月26日）はアメリカ合衆国オハイオ州トレド出身の映画監督、俳優。

## 略歴
1906年、俳優デビュー。1910年に舞台『Baby Mine』に出演しブロードウェイにデビュー。1912年、ブロードウェイで上演された『若草物語』にジョン・ブルック役で出演した際、「ジョン・クロムウェル」(John Cromwell)と名乗るようになる。翌年から舞台監督としても活躍しはじめ、数多くのブロードウェイ作品と関わる。
ハリウッドが本格的なトーキー時代を迎えつつある1928年に、パラマウント映画と契約。1929年、トーキーであるコメディ映画『ダミー The Dummy』に脇役として出演し映画デビューするとともに、A・エドワード・サザーランド監督とナンシー・キャロルの出演する『恋愛行進曲 Close Harmony』『踊る人生 The Dance of Life』の共同監督を行う。さらに同年、ジョージ・バンクロフト主演の『巨人The Mighty』で初めて単独監督を務める。1933年に当時メリアン・C・クーパーが率いるRKOと契約。1934年、ベティ・デイヴィスが主演し、彼女を不動のスターとした『痴人の愛』の監督を務める。1936年以降は、デヴィッド・O・セルズニックの独立プロダクションや他の映画会社の作品を手がけハリウッドの黄金期に幅広く活動する。特に、1944年の『君去りし後』は、第二次世界大戦の最中に『若草物語』を当時の状況に合わせてセルズニックが翻案・製作した家庭メロドラマであり、ヒット作となった。また、1944年から1946年にかけて、現在の全米監督協会 (当時の「映画監督組合Screen Directors Guild」)の会長を務めている。
しかし、1951年から1958年までハリウッド・ブラックリストに載せられたことにより、その後の映画活動が大きく制限されてしまうことになった。7年間の空白の後、1958年に『The Goddess』で再び監督をつとめるが、1961年の『A Matter of Morals』を最後にメガホンを再びとることはなかった。1952年以降の映画監督作品は、前記2本を含め、わずか3本にとどまっている。
1952年には舞台『Point of No Return』でヘンリー・フォンダの父親役を演じ、トニー賞を受賞している。また、ロバート・アルトマン監督の1977年の『三人の女』、1978年の『ウエディング』に彼の妻、ルース・ネルソンと共に出演している。なお、映画俳優として出演したのは10本程度にとどまり(ただし、カメオ出演は数多くある)、映画監督としては50本近くの作品に携わっている。
1979年に肺血栓塞栓症により死去。

## 私生活
生涯で4度結婚し、映画俳優のジェームズ・クロムウェルは、ケイ・ジョンソンとの間に生まれた息子。

## 主な監督作品
- 踊る人生 The Dance of Life (1929)　※ A・エドワード・サザーランド監督との共同監督
- 命を賭ける男 Street of Chance (1930)
- テキサス無宿 The Texan (1930)
- トム・ソーヤの冒険 Tom Sawyer (1930)
- 赤新聞 Scandal Sheet (1931)
- 砂上の摩天楼 Sweepings (1933)
- Double Harness (1933)
- Ann Vickers (1933)
- 野いばら(奇跡の処女) Spitfire (1934)
- 痴人の愛 Of Human Bondage (1934)
- 泉 The Fountain (1934)
- うるさき人々 Village Tale (1935)
- 雁 Jalna (1935)
- 小公子 Little Lord Fauntleroy (1936)
- 膝にバンジョー Banjo on My Knee (1936)
- ゼンダ城の虜 The Prisoner of Zenda(1937)　※ W・S・ヴァン・ダイク監督が一部シーンを担当
- カスバの恋 Algiers(1938)
- 貴方なしでは Made for Each Other(1939)
- エイブ・リンカーン Abe Lincoln in Illinois (1940)
- 激闘 Son of Fury: The Story of Benjamin Blake (1942)
- 君去りし後 Since You Went Away (1944)
- 青春の宿　The Enchanted Cottage (1945)
- アンナとシャム王 Anna and the King of Siam (1946)
- 大いなる別れ Dead Reckoning (1947)
- 女囚の掟 Caged (1950)
- The Racket (1951) ※ニコラス・レイ、テイ・ガーネット、メル・ファーラー他も参加